# Cmentarz przy ul. Olsztyńskiej w Braniewie
Cmentarz przy ul. Olsztyńskiej w Braniewie (cmentarz św. Rocha (Rochusfriedhof), cmentarz dżumowy) – zabytkowy cmentarz komunalny w Braniewie o powierzchni 0,8580 ha. Cmentarz oraz znajdująca się na nim kaplica św. Rocha zostały wpisane 18 sierpnia 1992 do rejestru zabytków pod poz. 229/92.

## Lokalizacja i przeznaczenie cmentarza
Cmentarz położony jest u zbiegu ulicy Olsztyńskiej i Kościuszki w Braniewie, w pobliżu urzędu miasta i dworca PKP. Z dwóch stron ogranicza go niewielki ciek wodny i brzeg rzeki Pasłęki. Cmentarz od strony ulicy Olsztyńskiej otoczony jest ogrodzeniem z ceglanymi słupkami, przykrytymi stylizowaną czapką betonową, i kratą metalową. Drogi wewnętrzne na cmentarzu stanowią alejki wyłożone kostką brukową. Cmentarz posiada jedno letnie ujęcie wody z sieci wodociągowej. Na cmentarzu znajduje się 1709 miejsc grzebalnych. Na nekropolii brak jest wolnych miejsc na nowe groby, pochówki odbywają się do grobów już istniejących. Obiekt pełni funkcję cmentarza komunalnego.

## Historia cmentarza
Cmentarz funkcjonował tu przynajmniej od 1651 roku. Założono go w Nowym Mieście Braniewie jako cmentarz grzebalny ofiar epidemii dżumy (zobacz: dżuma na Warmii 1708–1711), dlatego założony został poza murami miasta, przy drodze prowadzącej do Pieniężna. Zmarłych na dżumę grzebano tu w niepoświęconej ziemi (in terra non sacro), tak samo zresztą, jak i wówczas również samobójców oraz nieochrzczone niemowlęta. Szerzej udokumentowana historia cmentarza jest w XVIII wieku i związana jest z powstaniem tu kaplicy cmentarnej pod wezwaniem świętego Rocha, wzniesionej w latach 1710–1711.
Po II wojnie światowej, w latach 1945–1947, na cmentarzu grzebano Niemców, którzy zmarli wskutek tyfusu i wycieńczenia, rzadko w mogiłach pojedynczych, najczęściej (zwłaszcza w 1945) bez trumień w grobach zbiorowych. Współcześnie jest to cmentarz komunalny. W 1998 roku przeprowadzono gruntowny remont ogrodzenia cmentarza, a w 2005 kaplicy św. Rocha.
W jego sąsiedztwie powstał ok. 1835 roku cmentarz żydowski; został on sprofanowany przez nazistów podczas nocy kryształowej (9/10 listopada 1938). Współcześnie pozostał po tym cmentarzu tylko fragment ogrodzenia i umieszczona na nim w 2018 roku tablica pamiątkowa.

## Kaplica pw. św. Rocha

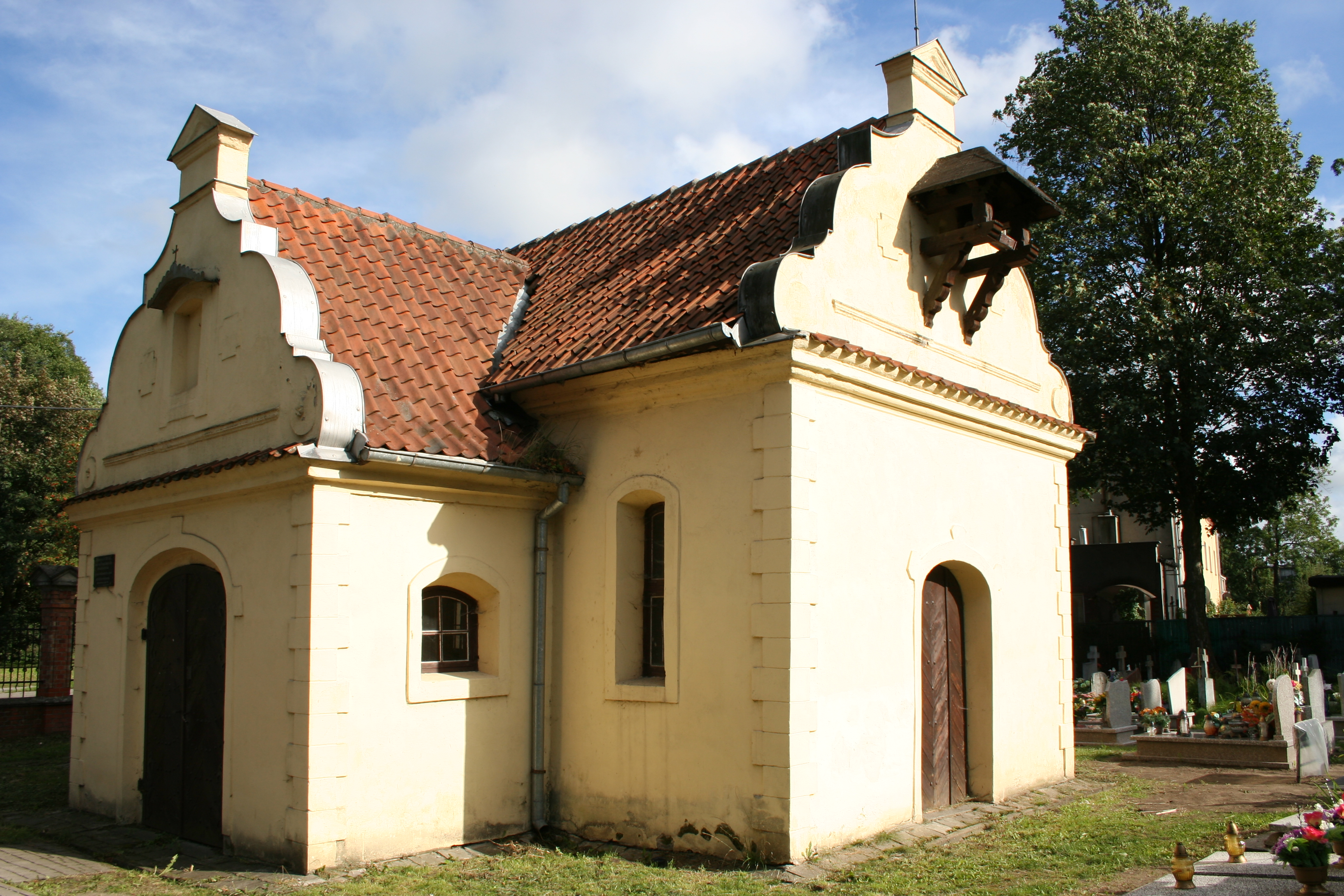
Kaplica św. Rocha (rok 2014)

Wieści o szerzeniu się dżumy dotarły do Braniewa w połowie września 1709 roku, wzbudzając wśród władz i mieszkańców duży niepokój. Mimo stosowania różnych środków zapobiegawczych, na początku października 1709 roku zaraza dotarła do miasta. Przywlókł ją tu ponoć pewien przyjezdny z Królewca. Już w listopadzie wymierały całe domostwa. Chorych umieszczano w domach dla trędowatych przed bramami miasta oraz przystąpiono do budowy w miejskim lesie baraków drewnianych dla zadżumionych mieszkańców. Mimo to dżuma nadal zbierała w mieście obfite żniwo, przesilenie miało miejsce w 1710 roku. W samym Braniewie zmarło 1050 osób, a na obszarze parafii braniewskiej do 8 tys. osób. Największa śmiertelność była wśród ludności Nowego Miasta.
Cmentarze nie mogły pomieścić zmarłych. Licznych zmarłych grzebano m.in. na cmentarzu św. Jana, cmentarzu przy kaplicy Świętego Krzyża w Braniewie oraz na cmentarzu przy drodze do Pieniężna przy dzisiejszej ul. Olsztyńskiej (stąd ten cmentarz ten zwano później dżumowym). Na tym cmentarzu ksiądz Nowego Miasta Braniewa, Johannes (Jan) Trojan, z zebranej jałmużny ufundował kaplicę św. Rocha, opiekuna osób zadżumionych. Ofiary zarazy chowano na cmentarzu przy tej kaplicy. Sam ksiądz Jan Trojan również zmarł w 1710 roku. Dżuma wygasła w Braniewie dopiero w marcu 1711 roku. Była to ostatnia, jak się przyjmuje, taka fala morowego powietrza w historii.
Po wojnie nieczynna kaplica niszczała i popadała w ruinę. Miasto nie było w stanie uratować zabytku, zgodziło się jedynie na jej przekazanie parafii św. Katarzyny w Braniewie. Z inicjatywy ks. Tadeusza Brandysa oraz dzięki wsparciu honorowego obywatela miasta Gerharda Steffena i niemieckiej fundacji renowację zabytkowej kaplicy przeprowadzono w 2005 roku. W maju 2006 roku umieszczono na ścianie kaplicy pamiątkową tablicę. 18 czerwca 2006 roku miało miejsce ponowne poświęcenie kaplicy przez arcybiskupa Wojciecha Ziembę oraz wizytatora apostolskiego ks. Lothara Schlegela.

## Pochowani na cmentarzu przy ul. Olsztyńskiej w Braniewie
- Janina Filipska (1925–2024) – porucznik Armii Krajowej, kurier tatrzański
- Jan Hołubowski (1908–1996) – jeden z najwybitniejszych cymbalistów wileńskich
- Wojciech Kwiatkowski (1891–1962) – nauczyciel, organizator pierwszej szkoły w powojennym Braniewie, po śmierci patron szkoły
- Georg Lühr (1855–1939) – warmiński historyk i nauczyciel w gimnazjach w Reszlu i w Braniewie (grób niezachowany)
- Franciszek Skowroński (1913–1949) – samorządowiec, I sekretarz Komitetu Powiatowego PPR w Iławie i Braniewie, patron Szkoły Podstawowej nr 2 w Braniewie  (grób niezachowany)
- Jarosław Zabłocki (1918–1998) – nauczyciel, pionier oświaty w powojennym Braniewie, organizator i pierwszy kierownik Szkoły Podstawowej nr 2